# Jim Marurai

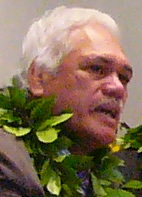
Jim Marurai (2007)

Jim Marurai (* 9. Juli 1947 in Ivirua auf Mangaia; † 4. November 2020 ebenda) war ein Politiker der Cookinseln und von 2004 bis 2010 der zehnte Premierminister des Inselstaates.

## Leben
Marurai stammte von der Insel Mangaia, besuchte das Tereora College in Nikao auf Rarotonga und die University of Otago in Dunedin, Neuseeland. Später war er Lehrer an der Schule von Oneroa auf Mangaia.
1994 wurde er erstmals für die Demokratische Partei ins Parlament gewählt und war seit Juni 1999 Minister für Bildung. Im November 2004 gründete er mit anderen Abgeordneten der DP die Partei Demo Tumu („wahre Demokraten“, späterer Name Cook Islands First Party), die sich 2006 wieder auflöste. Am 14. Dezember 2004 wurde er vom Parlament mit 14:9 Stimmen zum Premierminister gewählt und blieb bis zur Niederlage der Demokraten bei den Wahlen von 2010 im Amt. Er war weiterhin Abgeordneter für den Wahlkreis Ivirua.